# Crawfordville
Crawfordville é uma cidade localizada no estado americano de Geórgia, no Condado de Taliaferro.

## Demografia
Segundo o censo americano de 2000, a sua população era de 572 habitantes.
Em 2006, foi estimada uma população de 518, um decréscimo de 54 (-9.4%).

## Geografia
De acordo com o United States Census Bureau tem uma área de
8,1 km², dos quais 8,1 km² cobertos por terra e 0,0 km² cobertos por água. Crawfordville localiza-se a aproximadamente 158 m acima do nível do mar.

## Localidades na vizinhança
O diagrama seguinte representa as localidades num raio de 24 km ao redor de Crawfordville.